# Melania Vâlva
Melania Vâlva (n. 21 septembrie 1951, Moravița, Timiș, Republica Populară Română, România – d. 2014, Bacău, România) a fost un deputat român  în legislatura 2000-2004, ales în județul Bacău pe listele partidului PRM. Melania Vâlva a fost validată pe data de 1 septembrie, când a înlocuit pe deputatul Angela Bogea.
Melania Vâlva a fost medic  primar, specializat în recuperare  medicală, fizioterapie  și  balneologie. A lucrat la spitalul Ioan Lascar  din Comănesti  în perioada 1978-2012 și a fost director administrativ al acestui spital. 
Melania Vâlva a fost consilier  local în perioada 2000-2004 și a fost aleasă deputat în legislatura 2000-2004 pe listele PRM. Melania Vâlva a decedat în 2014.

## Legături externe
- Melania Vâlva Arhivat în 3 martie 2024, la Wayback Machine. la cdep.ro